# Курбанов, Фирудин Эйюб оглы
Курбанов Фирудин Эйюб оглы (азерб. Firudin Eyyub oğlu Qurbanov; род. 24 ноября 1946, Ереван) — советский и азербайджанский борец греко-римского стиля, чемпион СССР, тренер.

## Биография
Родился в 24 октября 1946 года в Ереване. Окончил Азербайджанскую государственную академию физической культуры и спорта по специальности учитель физической культуры. После завершения спортивной карьеры перешёл на тренерскую работу.

## Спортивные результаты
- Классическая борьба на летней Спартакиаде народов СССР 1971 года — ;
- Чемпионат СССР по классической борьбе 1971 года — ;
- Чемпионат СССР по классической борьбе 1974 года — ;